# Suursaari (ö i Norra Karelen, Joensuu, lat 62,45, long 29,71)
Suursaari är en ö i Finland. Den ligger i sjön Pyhäselkä och i kommunen Libelits i den ekonomiska regionen  Joensuu ekonomiska region  och landskapet Norra Karelen, i den sydöstra delen av landet, 400 km nordost om huvudstaden Helsingfors. Öns area är 3,21 kvadratkilometer och dess största längd är 3,4 kilometer i nord-sydlig riktning.